# Ifakara
Ifakara, Hauptort des Kilombero-Distrikts in Tansania, liegt im Tal des Kilombero-Flusses, rund 400 Kilometer südwestlich von Daressalam.

## Geographie

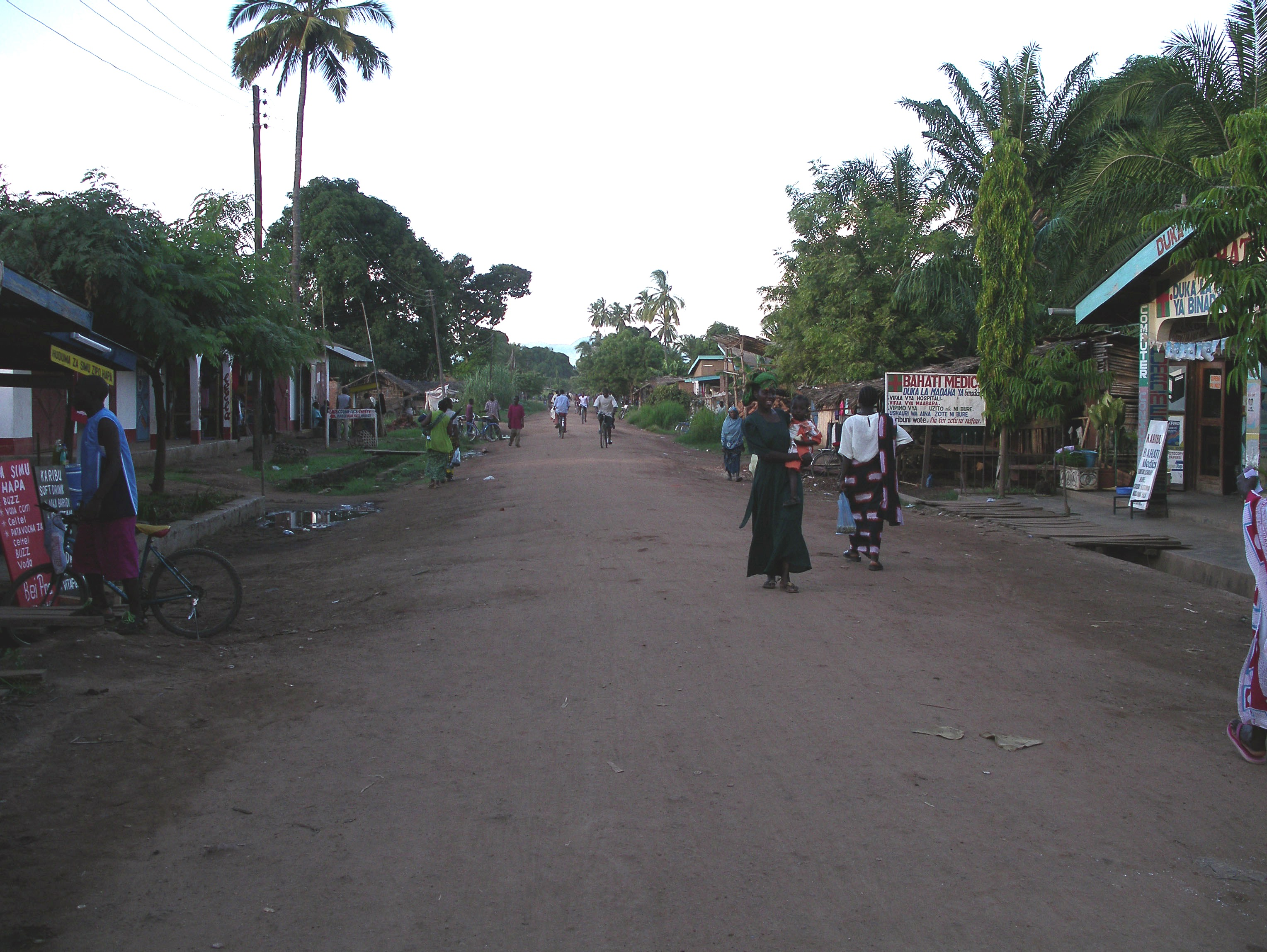
Straße in Ifakara

Der Ort hatte bei der Volkszählung 2022 rund 200.000 Einwohner. Ifakara ist Verwaltungszentrum des Kilombero-Distrikts und wichtiges Handelszentrum für das Kilombero-Tal. Zudem befinden sich im Ort ein großes Referenz-Krankenhaus (St. Francis Referral Hospital), ein Ausbildungszentrum für Medizinpersonal und verschiedene Nichtstaatliche Organisationen. Seit 2010 ist das St. Francis Referral Hospital Medizinische Fakultät (St. Francis University College of Health and Allied Sciences, SFUCHAS). Mutteruniversität ist die St. Augustine Universität in Mwanza.

## Infrastruktur
Durch ein hier ansässiges bekanntes Gesundheits-Forschungszentrum (Ifakara Health Institute – bis 30. Juni 2008 Ifakara Health Research and Development Centre) ist Ifakara seit Jahrzehnten ein Zentrum für international anerkannte Forschung auf dem Gebiet der Malaria und anderer Tropenkrankheiten. Die Schweizer Direktion für Entwicklung und Zusammenarbeit DEZA unterstützt das Gesundheits- und Forschungsinstitut Ifakara Health Institute IHI. Es wurde in den 1940er-Jahren als Feldlabor des Schweizer Tropeninstituts gegründet und 1991 an den tansanischen Staat übergeben. Das Ifakara Health Institute ist einer der Träger des Prinz-von-Asturien-Preises 2008 im Bereich Internationale Zusammenarbeit.
Ifakara hat einen Bahnhof an der TAZARA-Eisenbahnlinie, die Daressalam mit Sambia verbindet. Personenzüge fahren drei Mal wöchentlich in jede Richtung.
Seit dem 14. Januar 2012 ist Ifakara Bischofssitz der neu errichteten römisch-katholischen Diözese „Ifakara“. Erster Bischof ist Salutaris Melchior Libena.

## Nichtregierungsorganisationen in Ifakara
- Plan International
- SolidarMed
- Ärzte für Ifakara
- Tunaishi Foundation[4]